# Bobby Mitchell (Footballspieler)
Robert Cornelius Bobby Mitchell (* 6. Juni 1935 in Hot Springs, Arkansas; † 5. April 2020) war ein US-amerikanischer American-Football-Spieler. Er spielte in der National Football League (NFL) bei den Cleveland Browns und den Washington Redskins.

## Jugend
Bobby Mitchell wurde 1935 als Sohn des Pfarrers Albert Mitchell und seiner Ehefrau Avis geboren. Er besuchte in seiner Geburtsstadt die Langston High School und war dort als Football-, Basketball-, Baseball und als Leichtathlet aktiv. 1953 gewann er mit seiner Mannschaft die Negro State Football Championship. Zweimal wurde er in die Landesauswahl der Mannschaft für afroamerikanische Spieler gewählt.

## Spielerlaufbahn

### Collegekarriere
1954 erhielt Mitchell ein Footballstipendium an der University of Illinois und spielte dort zusammen mit Ray Nitschke für die Fighting Illini Football. Er war auf dem College aber auch als Leichtathlet aktiv. 1955 zog er sich eine Knieverletzung zu, die ihn an der Ausübung sportlicher Aktivitäten hinderte. 1956 kehrte er auf den Sportplatz zurück und wurde 1957 in die Footballauswahlmannschaft der  Big Ten Conference gewählt. Ferner stellte er mit 7,7 Sekunden einen Weltrekord über 70-Yards Hürdenlauf auf. Der Rekord hielt allerdings nur sechs Tage. 1958 wurde er in das College-All-Star-Team gewählt. Die Mannschaft trat danach gegen die Detroit Lions an und konnte dieses NFL-Team mit 35:19 besiegen. Mitchell wurde zusammen mit einem Mitspieler zum MVP des Spiels gewählt.

### Profikarriere

#### Cleveland Browns
Mitchell wurde 1958 von den Cleveland Browns in der siebten Runde an 84. Stelle gedraftet. Die Browns waren bereit, ihm ein Jahresgehalt von 7000 US-Dollar zu bezahlen. Head Coach der Mannschaft war Paul Brown, der Mitchell zusammen mit Fullback Jim Brown im Offensive Backfield der Browns einsetzte. In seinem Rookiespieljahr konnten die Browns neun von zwölf Spielen gewinnen und zogen damit in das NFL Championship Game ein, wo sie allerdings den New York Giants mit 10:0 unterlagen. Obwohl die Browns sich als Spitzenteam in der NFL auch weiterhin etablieren konnten, gelang es Mitchell nicht mehr, mit der Mannschaft aus Cleveland in ein Endspiel einzuziehen.

#### Washington Redskins
1961 gerieten die Washington Redskins aufgrund ihrer Politik, keine afroamerikanischen Spieler zu verpflichten, immer mehr unter öffentlichen Druck. Sie waren die einzige Mannschaft der NFL, die sich bislang geweigert hatte, afroamerikanische Spieler unter Vertrag zu nehmen. Dem Eigentümer der Mannschaft Robert Preston Marshall drohte zudem von offizieller Seite der Entzug der Spielrechte im Robert F. Kennedy Memorial Stadium, falls er nicht bereit sein sollte, seine Vereinspolitik zu ändern. Marshall reagierte und gab Ernie Davis und ein Erstrunden-Draftrecht an die Browns im Tausch für Bobby Mitchell ab. Mitchell wurde bei den Redskins als Flanker eingesetzt. Von Quarterbacks Norm Sead und Sonny Jurgensen in den nächsten Jahren immer wieder in Szene gesetzt, konnte Mitchell in seinem ersten Spieljahr zahlreiche NFL-Jahresbestleistungen aufstellen. Mit seinen 72 gefangenen Pässen erzielte er 1.384 Yards Raumgewinn, was einem Schnitt von 98,9 Yards pro Spiel entspricht. Im folgenden Spieljahr gelang ihm ein Raumgewinn von 1.436 Yards, was gleichbedeutend mit einem Schnitt von 102,6 Yards war. Sein längster Passfang betrug 99 Yards. 1963 erzielten er mit 10 gefangenen Touchdowns nochmals einen Ligabestwert. Mitchell beendete seine Karriere nach der Saison 1968. Bis zu diesem Jahr gelang es den Redskins auch mit seiner Hilfe nicht, in die Play-offs einzuziehen.

## Nach der Spielerlaufbahn
Unmittelbar nach seiner Spielerkarriere wechselte Mitchell in die Geschäftsleitung der Redskins. Zunächst unterstützte er Head Coach Vince Lombardi als Scout der Mannschaft, bevor er die Assistenz des General Managers übernahm. Während dieser Zeit konnten die Redskins dreimal den Super Bowl gewinnen – 1982 XVII, 1987 XXII, 1991 XXVI. 2003 setzte er sich zur Ruhe.

## Abseits des Spielfelds
Bobby Mitchell lebte in Washington, D.C. Er war verheiratet und hat zwei Kinder. Mitchell war in diversen Wohltätigkeitsorganisationen sozial engagiert. So war er unter anderem für das Benefiz-Golfturnier Bobby Mitchell Hall of Fame Classic verantwortlich.

## Ehrungen
Er spielte viermal im Pro Bowl, dem Abschlussspiel der besten Spieler einer Saison. Er wurde fünfmal zum All-Pro gewählt. Die Commanders ehren ihn als einen ihrer 90 besten Spieler aller Zeiten und führen ihn im FedExField auf dem Washington Redskins Ring of Fame. 1983 wurde er in die Pro Football Hall of Fame aufgenommen.

## Quelle
- Michael Richman; The Redskins Encyclopedia, Temple University Press, 2009, ISBN 978-1-59213-544-8
- Ryan Basen; Washington Redskins, Inside the NFL, 2010, ISBN 978-1-61758-666-8